# Polarització política
|  | Per a altres significats, vegeu «polarització». |

En política,  polarització  és el procés pel qual l'opinió pública es divideix en extrems oposats. També es refereix a les faccions extremes d'un partit polític que guanyen espai o suport dins d'aquest. En qualsevol dels casos, a conseqüència de la polarització, les veus moderades perden poder i influència.

## Definicions
El terme "polarització" ve de la ciència política. És una mesura del suport de l'electorat a certa figura política o posició; no és una avaluació o un judici de valor sobre una figura política. No vol dir que una figura política no sigui necessàriament electa. Les figures polítiques poden rebre una resposta polaritzada del públic a través de les seves pròpies accions, a través de girs històrics, o a causa de forces externes com el biaix mediàtic.
Els politòlegs defineixen polarització principalment de dues maneres. La primera consisteix en una polarització general, de vegades anomenada  polarització popular , que es produeix quan les opinions divergeixen cap a pols de distribució o intensitat. Hi ha diverses maneres de mesurar la polarització popular, com ara els sondejos del "termòmetre afectiu" de l'American National Election Studies, que mesura el grau d'opinió que es té sobre una figura política.
L'altra forma que els politòlegs han estudiat és la  polarització partidista , que succeeix quan el suport a una figura política o posició es diferencia de les línies del seu partit polític, el que en alguns països es coneix com a personatges o grups  díscols .